# ریتا گریگوریان
ریتا ماری گریگوریان (ارمنی: Ռիտա Մարի Գրիգորյան؛ زادهٔ ۱۷ اکتبر ۲۰۰۰) بازیکن فوتبال  زن در پست مهاجم اهل ارمنستان است.

## باشگاهی
از باشگاه‌هایی که در آن بازی کرده‌است می‌توان به  اشاره کرد.

## تیم ملی
وی همچنین در تیم ملی فوتبال زیر ۱۷ سال زنان ارمنستان، تیم ملی فوتبال زیر ۱۹ سال زنان ارمنستان و تیم ملی فوتبال زنان ارمنستان بازی کرده‌است.